# Еспишел
Еспишел (на португалски: Espichel) е нос на брега на Атлантическия океан в Португалия.
Разположен е непосредствено на запад от Сезимбра и на 35 km южно от Лисабон. Нос Еспишел е туристическа забележителност със своите стръмни високи брегове и разположената над тях църква.